# Isomyia cuprapex
Isomyia cuprapex är en tvåvingeart som först beskrevs av Villeneuve 1917.  Isomyia cuprapex ingår i släktet Isomyia och familjen Rhiniidae.
Artens utbredningsområde är Kongo. Inga underarter finns listade i Catalogue of Life.